# Bacchus-Apollon
Bacchus-Apollon est une peinture à l'huile de l'artiste baroque français Nicolas Poussin. Elle a été réalisée vers 1620-1625 et est exposée depuis 1928 au Musée national de Stockholm.

## Histoire et description
Poussin est né en 1594 en Normandie, mais a vécu la majeure partie de sa vie à Rome. Il ne s'intéresse pas beaucoup à ses contemporains et les seuls portraits qu'il peint sont issus de sa passion pour l'Histoire, l'archéologie et la mythologie. Il peint Bacchus-Apollon relativement tôt, alors qu'il vient de s'installer à Rome.
Le tableau représente les dieux romains Bacchus et Apollon qui, dans la mythologie grecque, correspondent à Dionysos et Apollon. Une radiographie du tableau montre qu’il existe une version antérieure sous la couche de peinture. Elle correspond à une esquisse de l'artiste dont le sujet est Dionysos (Bacchus) avec une chèvre. Selon l'historien de l'art Erwin Panofsky, ce changement signifierait que Poussin a peint par-dessus le premier tableau car il voulait modifier le sujet original. Dans la peinture actuelle, les symboles d'Apollon et de Dionysos sont unis – selon une tradition, les aspects d'une même divinité.